# Spirobranchus coronatus
Spirobranchus coronatus är en ringmaskart som beskrevs av Ian Rothwell Straughan 1967. Spirobranchus coronatus ingår i släktet Spirobranchus och familjen Serpulidae. Inga underarter finns listade i Catalogue of Life.